# Star Wars: Knights of the Old Republic II — The Sith Lords
Star Wars: Knights of the Old Republic II — The Sith Lords (укр. Зоряні війни: Лицарі Старої Республіки II — Лорди ситхів) — рольова відеогра, розроблена компанією Obsidian Entertainment під видавництвом LucasArts. Це пряме продовження Star Wars: Knights of the Old Republic від компанії BioWare було випущено на консолях Xbox першого покоління 6 грудня 2004 року, на Microsoft Windows 8 лютого 2005 року, на OS X і Linux 21 липня 2015 року, на Android та iOS 18 грудня 2020 р., а для Nintendo Switch — 8 червня 2022 р. Як і в оригіналі, дія відбувається у всесвіті Star Wars за 4 тисячі років до подій фільму «Зоряні війни: Прихована загроза», а ігровий процес базується на системі d20, розробленій Wizards of the Coast.
Проєкт отримав загалом позитивну оцінку як від професіональних критиків, так і ігрової спільноти. Хвалили як написання окремо взятих персонажів — незалежне видання GameSpy присудило Креї (Kreia — один з персонажів KOTOR II) звання «Найкращого відеоігрового персонажа» у 2005 року, так і сюжет загалом — гру включили до відомої книги «1001 відеоігра, в яку потрібно зіграти перед смертю». Однак, гру також критикували за те, що вона була занадто схожою на свою попередницю з точки зору графіки та ігрової механіки. Вагомим недоліком був і її майже неграбельний стан у перші дні випуску.

## Ігровий процес

Ігровий процес: на екрані міні-мапа, здібності та інвентар протагоніста.

Knights of the Old Republic II використовує ідентичну до оригіналу механіку боя в реальному часі з активною паузою. Як і у попередньому проєкті серії Star Wars: Knights of the Old Republic, бої та взаємодія з навколишнім середовищем та неігровими персонажами тут базуються на системі настільних рольових ігор d20. Obsidian розширили меню створення персонажа, додавши нові варіанти зовнішності та здібностей протагоніста, зокрема 30 нових варіантів Сили (The Force).
Інтерфейс було оптимізовано порівняно з оригінальною грою, а керування групою стало простішим. Наприклад, гравець може перемикатися між двома вибраними наборами зброї в меню. У гру було додано кілька нових спеціалізованих форм бою на світлових мечах, кожна з яких має свої переваги проти різних видів ворогів. Гравець може використовувати різноманітну зброю ближнього та дальнього бою, включаючи як мечі та вогнепальну зброю, так і рукопашний бій. Новим доповненням у грі є престижкласи — вдосконалення до класів джедаїв, запроваджених у Knights of the Old Republic. Вони дозволяють персонажу гравця підвищувати свої навички бою на світлових мечах або використання Сили. Було додано систему верстака, яка дозволяє вдосконалювати деякі види озброєння та броні, а також майструвати корисні предмети зі знайдених компонентів.
Подібно до оригіналу, система репутації тут представлена належністю протагоніста до Світлої чи Темної сторони сили, що у подальшому впливатиме на діалоги та сюжетні гілки. Гравець може обрати моральний образ свого персонажа за Світлою або Темною стороною сили, вчиняючи відповідно шляхетні вчинки або егоїстичні. Гравець може подорожувати з двома членами команди одночасно. Кожен персонаж має власну передісторію та моральний компас. Стосунки протагоніста з персонажами тепер визначаються системою психологічного впливу. Роблячи вчинки, які вражають їх, гравець збільшує свій вплив. Залежно від рівня впливу, члени команди можуть беззастережно підтримувати протагоніста або виступати проти нього. Гравець також може використовувати високий вплив, перетягуючи членів групи на Світлий чи Темний бік, а деяких персонажів навіть можна навчити використовувати Силу.
Як і в Star Wars: Knights of the Old Republic, періодично пропонуються міні-ігри: свуп-перегони і карткова гра пазак (Pazaak).

## Синопсис
Події гри розгортаються через п'ять років після фіналу Star Wars: Knights of the Old Republic та близько за 4 тисячоліття до «Епізоду I: Прихована загроза». Персонажем гравця виступає колишній лицар-джедай, відомий як «Вигнанець». Раніше він пішов на службу до Дарта Ревана під час Мандалорських війн і віддав наказ активувати зброю масового ураження у вирішальній битві за планету Малакор V. Смерті, спричинені цим, залишили такий відбиток у Силі, що ледь не вбили Вигнанця. Щоб вижити, він несвідомо розірвав зв'язок із Силою, і Рада джедаїв вигнала його з Ордену. Протягом усієї гри Вигнанець відновлює зв'язок з Силою, обираючи або Світлу, або Темну її сторону. При цьому він або допомагає відродити Орден, або завершує його знищення.
Сюжет
Вигнанець переховується на республіканському крейсері «Провісник», де його схоплює дроїд HK-50, щоб доставити його злочинному синдикату під назвою «Біржа», який оголосив винагороду за живих джедаїв. На борту опиняється владика ситхів Дарт Сіон і вчиняє різанину, але Вигнанця рятують Крея і дроїд T3-M4 на зорельоті «Чорний Яструб». Вони втрьох рятуються з «Провісника», захопленого загоном ситхів-убивць, але через обстріл змушені здійснити аварійну посадку на гірничодобувному комплексі «Перагус», де їх намагаються вбити дроїди HK-50. Об'єднавшись із контрабандистом Аттоном Рендом, група тікає на планету Телос IV. Там їх арештовують за підозрою у диверсії на «Перагусі», але згодом виправдовують. Проте «Чорного Яструба» тим часом викрадають. Корабель згодом знаходять у Ейтріс — очільниці таємного осередку джедаїв, через рішення якої головного героя вигнали з Ордену десять років тому. Оскільки джедаїв залишилося надто мало, Ейтріс укладає з Вигнанцем непростий союз і доручає йому знайти інших джедаїв, що вижили, щоб разом з ними об'єднатися проти ситхів.
Команда відвідує планету Нар-Шаддаа, де допомагає біженцям і знаходить майстра джедая Зез-Кай Елла. На місяці Ондерону, Дксані, до них приєднується Мандалор Хранитель, переслідуючи власну мету — об'єднати мандалорські клани. Відвідавши Дантуїн, Вигнанець зустрічає там свого колишнього учня Мікала, перемагає лідера найманців Азкула і знаходить майстра джедая Врука Ламара. Згодом на Ондероні відбувається повстання генерала Ваклу, котрий звинуватив ондеронську королеву Талію в державній зраді. Вигнанець допомагає здолати повстанців і виправдати королеву. Майстер джедай Кавар домовляється зустрітися з Вигнанцем на Дантуїні, коли той збере усіх джедаїв разом. Тим часом останній вирішує відвідати священну планету ситхів Коррібан. На Коррібані Вигнанець знаходить закинуту Академію ситхів, де застає майстра джедая Лонну Веш вже мертвою, і потрапляє в засідку Дарта Сіона. Команді вдається утекти, але Дарт Сіон обіцяє, що вони ще зустрінуться.
Зібравши трьох майстрів джедаїв на Дантуїні, Вигнанець дізнається, що Рада вигнала його з Ордену за те, що спричинені ним смерті на Малакорі V створили «рану» в Силі, яка живиться смертями від війни та загрожує поширитися на всю Галактику. Більш того, майстри джедаї бояться, що «рана» призведе до смерті Сили, тож виносять рішення спільно обірвати зв'язок Вигнанця з нею остаточно. Крея стає на заваді майстрам джедаям та вбиває їх. Якщо гравець сам убиває джедаїв, то Крея нападає на нього і залишає без свідомості. Вигнанець прямує за Креєю на Телос IV, де стикається з Ейтріс, яку вона переманила на Темний бік Сили. Переможена, Ейтріс розповідає, що Крея — це володарка ситхів Дарт Трея, і її слід шукати на Малакорі V, де ситхи облаштували нову Академію. Тим часом Дарт Трея передає своєму колишньому учневі, Дарту Нігілусу, що на Телосі IV ховаються джедаї, чим провокує напад його флоту на планету. Вигнанець проникає на флагман Дарта Нігілуса «Розорювач», де убиває його, і дізнається, що ситхи бажають розширити «рану» в Силі, створену десять років тому.
Щоб завадити ситхам, «Чорний Яструб» летить на Малакор V, але застрягає у скелях. Вигнанець вирушає до Академії ситхів наодинці щоб покінчити з ситхами. Він убиває Дарта Сіона в Академії, а тоді Дарта Трею у ядрі планети. Перед смертю Крея передає Вигнанцеві своє пророче бачення майбутнього його супутників і планет, які він відвідав за час проходження сюжету.  Залежно від приналежності Вигнанця до Світлої чи Темної сторони Сили, він або наказує остаточно знищити Малакор V і вирушає до Невідомих Регіонів на пошуки Ревана, або залишається на Малакорі V як новий темний владика ситхів.

## Розробка
Комерційний успіх Star Wars: Knights of the Old Republic (KOTOR чи KotOR), розробленої компанією BioWare, зумовив запит на продовження. За приналежності Вигнанця до Світлого чи Темного боку силив, BioWare в той час уже займалася Jade Empire та Dragon Age: Origins, тому не мала часу на створення нової гри  BioWare порадила доручити розробку компатемний й владика с оскі.ли досвід співпраці у спільних проєктах в роки існування Black Isle Studios. The Sith Lords побудована на ігровому рушії Odyssey Engine, який BioWare передала Obsidian. Хоча його було модифіковано для нової гри, частина помилок рушія лишилася від попередньої гри.
Розробка стартувала в жовтні 2003 року, над нею працювала команда з 30-36 осіб. Основи сюжету були написані ще до виходу оригінального Knights of the Old Republic, після чого сценарій зазнав багато змін. Готуючись до роботи над Knights of the Old Republic II, провідний дизайнер Кріс Авеллон намагався якомога більше дізнатися про всесвіт Зоряних Війн. Він прочитав багато книг, посібників, ігрових модулів і графічних романів, команда Obsidian теж черпала натхнення як з оригінальної гри, так із фільмів по Зоряних Війнах. Авеллон визнавав, що однією з речей, які зробили Knights of the Old Republic легендарними, є сюжет і персонажі — тому команда Obsidian намагалася розширити вплив супутників протагоніста на історію, додавши їм ще більше глибини.
Здебільшого команда не хотіла переробляти жодного елемента дизайну з першої гри, оскільки вважала, що немає потреби змінювати щось, що вже виявилося успішним. Натомість вони вирішили шукати те, що можна було покращити та розширити, але зберегти при цьому унікальний стиль Knights of the Old Republic. Obsidian багато працювали над графічною складовою, освітленням та погодними ефектами, їм також вдалося збільшити масштаби рівнів. Що стосується музики, команда розробників вважала, що симфонічний оркестр найкраще підійде для Knights of the Old Republic II. Головним композитором проєкту став Марк Гріскі, який розробив музику для гри і 55-хвилинна партитура була записана симфонічним оркестром у Сіетлі.
Коли Obsidian готувалися представити Knights of the Old Republic II на E3 2004, вони намагалися вмістити якомога більше інформації, розуміючи що це єдина масштабна ігрова виставка, на якій вони можуть показати свій проєкт спільноті. Через обмежене часове вікно, їм довелося скоротити свою презентацію до десяти хвилин. Презентаційне демо було закінчено за кілька днів до події, а гру було представлено у травні 2004 року. Перший трейлер Knights of the Old Republic II був оприлюднений у липні 2004 року, а офіційний вебсайт був запущений у жовтні.
Озираючись на Knights of the Old Republic II в інтерв'ю 2013 року, Авеллон сказав, що через те, що LucasArts значно скоротили час розробки такого масштабного проєкту, гра вийшла в незавершеному стані. Obsidian дали 15 місяців на розробку The Sith Lords. Спочатку випуск планувався на новорічні свята 2004 року, потім LucasArts продовжили термін розробки до 2005 року, але у останню хвилину знову повернули релізне вікно назад на свята 2004 року, одразу після Electronic Entertainment Expo. Незважаючи на те, що LucasArts направили своїх співробітників на допомогу команді Obsidian, щоб випустити гру вчасно, низка запланованих ігрових механік була скорочена через брак часу. Так було вирізано цілу планету M4-78, населену дроїдами. Через скорочення терміну розробки, Obsidian не вистачило часу, щоб відшліфувати гру перед випуском, це призвело до численних технічних проблем, на які страждала The Sith Lords після виходу. Більшість вирізаного вмісту фанати гри потім повернули в вигляді модифікацій, а також виправили понад 500 помилок.
Версія Knights of the Old Republic II для Xbox «пішла на золото» 23 листопада 2004 року, пізніше вона була випущена 6 грудня 2004 року в Сполучених Штатах, а версія для ПК була випущена 8 лютого 2005 року. У Європі гра була випущена одночасно для обох платформ 11 лютого 2005 року. Пізніше гра була перевипущена в серпні 2012 року на Steam і в січні 2015 року на GOG. 21 липня 2015 року було випущено версії для платформ OS X і Linux разом із підтримкою Steam Workshop та інших функцій Steamworks — підтримкою контролерів та сучасних широкоформатних моніторів. Про зворотну сумісність для Xbox One було оголошено в квітні 2018 року. Версія для iOS і Android була випущена 18 грудня 2020 року.
Разом із кількома офіційними патчами, відомий фанатський мод під назвою The Sith Lords Restored Content Modification слугують неофіційним патчем, виправляючи близько 500 помилок, а також відновлює більшість вирізаного розробниками вмісту. Моддерська спільнота також знайшла методи покращення сумісності з сучасними операційними системами ПК.

## Оцінки і відгуки
| Агрегатор    | Оцінка | Оцінка |
| Агрегатор    | PC     | XBOX   |
| ------------ | ------ | ------ |
| GameRankings | 86 %   | 86 %   |
| Metacritic   | 85/100 | 86/100 |

| Видання               | Оцінка | Оцінка |
| Видання               | PC     | XBOX   |
| --------------------- | ------ | ------ |
| 1Up.com               |        | B      |
| Computer Gaming World | 90/100 |        |
| Eurogamer             |        | 8/10   |
| GamePro               | 4.5/5  | 4.5/5  |
| GameSpot              | 8.5/10 | 8.5/10 |
| GameSpy               | 4/5    |        |
| GameZone              | 8.9/10 | 9.3/10 |
| IGN                   | 8.7/10 | 9.3/10 |

Knights of the Old Republic II отримала дуже схвальні відгуки від критиків. Так, на вебсайті-агрегаторі «Metacritic» версія відеогри для персональних комп'ютерів отримала середню оцінку 85 балів зі 100 можливих на основі 31 огляду від оглядачів, а версія для Xbox — 86 зі 100 на основі 67 оглядів.
За рецензією Eurogamer, надзвичайна свобода дій виправдовує її статус однієї з найвидатніших у своєму роді. Гра використовує ту ж технічну базу, що й попередниця, і цим зумовлене відчуття, що їй бракує новизни у дизайні. На додаток, оскільки гра робилася поспіхом, у ній забагато помилок, починаючи від хибних анімацій і закінчуючи зацикленими діалогами. Проте свобода, надана в сюжеті, компенсує недоліки і з-поміж рольових ігор для Xbox їй немає рівних.
У рецензії GameSpot зазначалося, що як і попередня гра, Knights of the Old Republic II видатна своїми діалогами. Гра так само місцями незбалансована, та дисбаланс частіше виявляється на користь гравців. Схожість графіки з попередньою грою та численні технічні помилки розчаровують, але різноманітні завдання та цікаві бої сприяють бажанню грати знову і знову.
GameSpy зауважили, що хоча гра зроблена здебільшого якісно, її загальний рівень поступається оригіналу. Графіка встигла дещо застаріти, діалоги менш натхненно озвучені, а надмір технічних помилок збиває з пантелику. Гру рятує її сюжет, захопливі таємниці, за кожною з яких стоїть інша.
У рецензії IGN так само відзначалися прекрасна рольова механіка і технічні проблеми. За вердиктом, «усі механізми — моральна шкала, система впливу, бій тощо — обрамлені першокласним сюжетом, що є майже таким же міфічним і фантастичним, як і самі фільми… якщо вам подобаються рольові ігри або «Зоряні війни», вам точно сподобається Knights of the Old Republic II».
Журналісти GamePro похвалили і першу, і другу Knights of the Old Republic і сказали, що друга гра продовжує традицію серії не виправляти те, що не зламано.

## Нагороди
GameSpy присудив Креї (Kreia — один з персонажів KOTOR II) звання «Найкращого відеоігрового персонажа» у 2005 року, сказавши, що вона була «найінтригуючішим, найскладнішим, загадковим, добре продуманим і нюансованим персонажем у відеогрі цього року». Гра отримала друге місце в категоріях нагород за версією GameSpot у 2004 році як «Найкраща рольова гра», «Найкраща озвучка», «Найкращий новий персонаж» і «Найкраща гра, заснована на телевізійних або фільмових франшизах» на всіх платформах. У 2010 році гру включили до відомої книги «1001 відеоігра, в яку потрібно зіграти перед смертю».